# Zelostemma oleariae
Zelostemma oleariae är en stekelart som först beskrevs av William Miles Maskell 1888.  Zelostemma oleariae ingår i släktet Zelostemma och familjen gallmyggesteklar. Inga underarter finns listade i Catalogue of Life.